# Исторический вестник
«Истори́ческий ве́стник» (рус. дореф. Историческій Вѣстникъ) — русский ежемесячный историко-литературный журнал. Издавался в Санкт-Петербурге с 1880 по 1917 год.
Восстановлен с одноимённым названием в 2012 году — издаётся в Москве.

## Возникновение журнала и его развитие
Журнал был основан А. С. Сувориным и С. Н. Шубинским с целью «знакомить читателей в живой, общедоступной форме с современным состоянием исторической науки и литературы в России и Европе». Издание журнала было разрешено министром внутренних дел 14 июля 1879 года без предварительной цензуры. Первоначальная цена за 12 номеров составляла 10 рублей. Первая книга «Исторического вестника» вышла 1 января 1880 года.

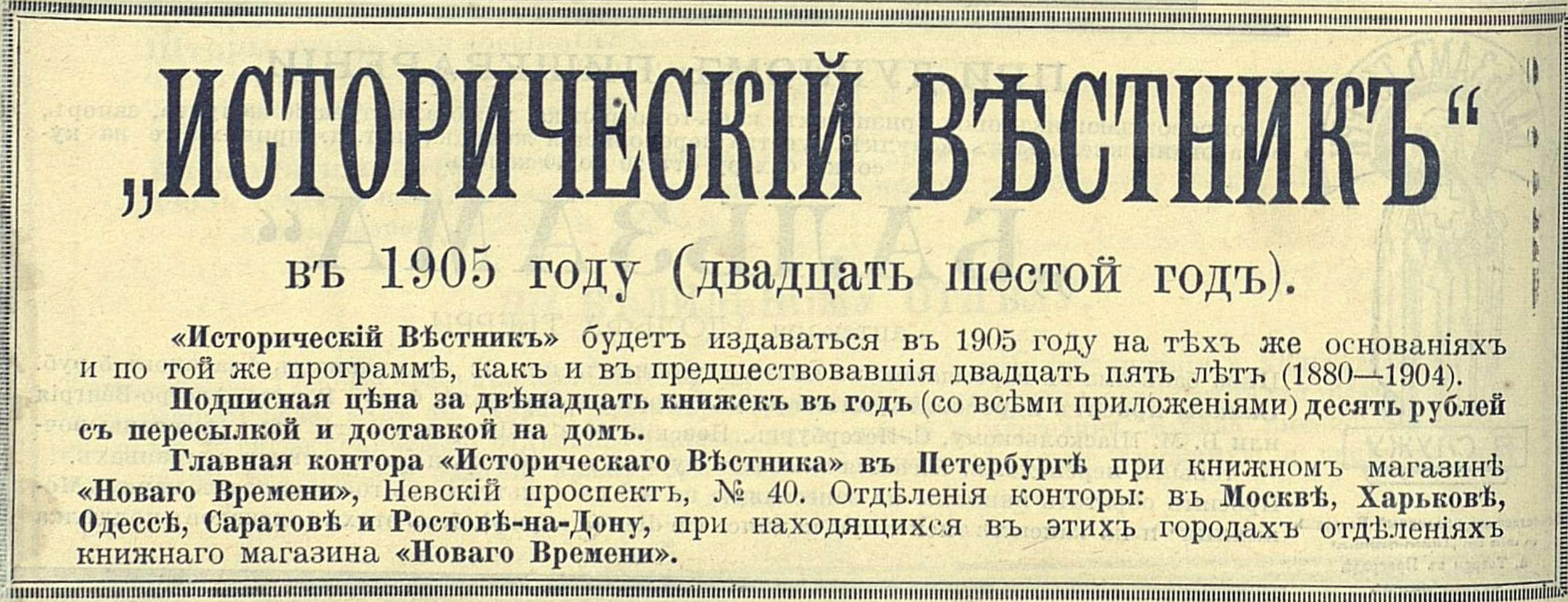
Реклама журнала, 1905 год.

Инициатором издания, его вдохновителем и многолетним редактором стал С. Н. Шубинский (1880—1913). Получив неудачный опыт редактирования своего первого исторического журнала «Древняя и Новая Россия» (1875—1879), он попытался основать новый журнал, сделав его более популярным, общедоступным, интересным не только для узкого круга профессиональных историков. Ему не сразу удалось заинтересовать своим предприятием А. С. Суворина.
Гонорары в журнале были настолько невелики, что сам Шубинский предпочитал публиковаться в более высокооплачиваемых органах: в газете «Новое время» или в журнале «Нива».
В первые годы своего существования журнал был убыточным: в 1880—1882 годах журнал издавался тиражом 3250 экз., в 1885 году — 4000 экз. В этом году журнал перестал быть убыточным. В 1887—1888 годах журнал издавался тиражом 5200 экз. К 1890 году все ранее понесённые издержки покрылись прибылью. Журнал приобрёл устойчивую популярность среди читателей, заняв прочное место в «триумвирате» русских исторических журналов наряду с «Русским архивом» и «Русской стариной», опережая их по количеству подписчиков. Отличием «Исторического вестника» было то, что он не помещал на своих страницах необработанных, («сырых») материалов. С другой стороны, журнал приближался по своему типу к журналам общелитературного образца, сочетая в себе коммерческий успех и доступное изложение материала, поэтому сравнение его со своими убыточными предшественниками было бы не вполне корректно. К 1914 году журнал уже насчитывал 13 тыс. подписчиков. Вышло 147 томов Каждый том состоял из трёх ежемесячных выпусков, имел свою нумерацию страниц, оглавление, список иллюстраций. Следующим редактором журнала стал его многолетний сотрудник Б. Б. Глинский (1913—1917), приложивший все силы для того, чтобы сохранить традиции первого редактора журнала. С этого времени секретарём редакции стал молодой сотрудник Д. А. Масляненко, ведущий в журнале отдел «Смесь», а с начала Первой мировой войны — рубрику «Историческая летопись», в которой обозревались текущие события с европейского театра военных действий.

## Разделы и характер публикаций
Как писал Б. Б. Глинский, «Н. И. Костомаров, К. Н. Бестужев-Рюмин, Е. Е. Замысловский, А. Г. Брикнер, И. Е. Забелин, А. Н. Корсаков, Л. Н. Майков и многие другие, принявшие участие на первых порах в организуемом С. Н. Шубинским журнале, принесли с собою хотя и почтенную, но очень тяжёлую научную артиллерию… Журналу грозила участь, может быть, очень почтенная, но несколько специализированная, — обслуживать интересы избранной аудитории». Чтобы сделать журнал более привлекательным для широкого читателя, Шубинский публиковал историческую беллетристику, литературную критику, компендиум и компиляцию, а также умеренную публицистику, одновременно исторические интересы распространялись на события западноевропейской жизни: В. Р. Зотов, Е. М. Гаршин, А. И. Кирпичников, В. А. Тимирязев и т. д. Большой популярностью пользовались отделы «Смесь», «Заграничные исторические новости и мелочи», «Библиография», «Некрологи». В серьёзных статьях редакция стремилась к популярности изложения и занимательности. Это отличало журнал от «Русского архива» П. И. Бартенева и «Русской старины» М. И. Семевского. В каждом номере журнала печатался портрет и несколько рисунков. Общее направление журнала можно охарактеризовать как консервативно-монархическое.
С. Н. Шубинский невольно способствовал появлению одной исторической мистификации на страницах своего журнала. В его бумагах историк М. Д. Эльзон обнаружил заметку некоего Н. Ноневича, который писал Шубинскому, что воспоминания католического монаха М. Лавриновича «Вильна 1812», опубликованные в «Историческом вестнике» в 1897 году (№ 12), описывающие бегство русских и вступление в город французов, на самом деле являются главой из опубликованной ранее, ещё в 1880 году, повести Игнацы Ходзько «Записки квестара». Возможно, Шубинский увидел в заметке Ноневича угрозу респектабельности своего журнала и не опубликовал это разъяснение. Мистификация просуществовала до 1980-х годов, ещё в 1977 году П. А. Зайончковский в монументальном труде «История дореволюционной России в дневниках и воспоминаниях» ссылался на подделку М. Лавриновича как на исторический документ.

### Дневники и воспоминания
Один из наиболее обширных отделов издания представлял собою воспоминания. Здесь в разные годы были напечатаны «Дневник В. И. Аскоченского», «Записки К. А. Полевого», «Из семейной хроники Л. Н. Павлищева», «Воспоминания А. Я. Головачёвой (Панаевой)», «Воспоминания В. А. Соллогуба», «Записки Н. П. Игнатьева», мемуары И. А. Арсеньева и мн. др.

### История литературы
В этом разделе печатались исследования А. К. Бороздина, М. И. Сухомлинова, А. И. Кирпичникова, В. Я. Стоюнина, А. И. Незеленова, А. П. Пятковского, А. Д. Галахова, М. В. Шевлякова и мн. др. Немало также исследований и статей было помещено по политической и церковной истории России, в обработке И. E. Забелина, Д. И. Иловайского, Д. А. Корсакова, И. И. Дубасова, С. Н. Шубинского и др.

### Археология, география и этнография
Работы из области археологии и описание местностей по большей части носили случайный характер. Здесь выделяются работы В. Е. Рудакова и А. А. Миронова. В нынешнее время особый интерес представляют своеобразные «репортажи» из многочисленных русских и зарубежных православных монастырей, которые время от времени появлялись на страницах журнала. Русская церковная старина уже в то время представлялась историкам предметом бережного и заботливого отношения к своей истории. См. статьи А. А. Титова: «Никитский монастырь», «Белогостицкий монастырь», «Ростовский Троицкий Варницкий монастырь», А. Г. Слёзскинского: «Кириллов монастырь», Г. П. Миллера: «Киево-Выдубицкий Свято-Михайловский монастырь» и т. д.

### Беллетристика
Раздел беллетристики был новостью в историческом журнале. Но это было то новшество, которое и принесло популярность изданию. Замечательная плеяда русских писателей, писавшая на исторические темы, до этого разрозненная по разным журналам, отныне собралась под одной обёрткой. Русские «вальтер скотты» и были в первую очередь залогом денежного успеха «Исторического вестника», а издатели, таким образом, метко угадали стремление нового читающего поколения к облегчённому историческому чтению. Здесь встретились произведения гр. Е. А. Салиаса, Д. Л. Мордовцева, Г. П. Данилевского, Н. И. Костомарова, В. С. Соловьёва, Е. П. Карновича, П. Н. Полевого, В. П. Буренина, Н. И. Мердер (Н. Северин), Р. И. Сементковского. Особняком стоят произведения, ставшие классикой русской литературы и украшением журнала: рассказы и очерки Н. С. Лескова, С. Н. Терпигорева (Атавы). Впоследствии историческая беллетристика дополнилась бытовой беллетристикой (П. П. Гнедич, И. И. Ясинский, И. Н. Потапенко, П. К. Мартьянов) и мн. др.
В приложении к журналу печатались иностранные романы.

### Дополнительные разделы
Раздел библиографии произведений русской и иностранной исторической литературы составлялся несколькими десятками рецензентов, среди которых были как профессора и академики, так и регулярные сотрудники журнала, занимавшиеся исключительно рецензированием. Координацией их работы для исключения дублирования рецензий занимался лично С. Н. Шубинский.
Раздел некрологов составлялся очень подробно, нередко некролог представлял собой небольшой исторический очерк. Благодаря своему особому положению в журналистике, журналу удалось у себя поместить некролог Н. Г. Чернышевского (автор — А. И. Фаресов). Это был единственный некролог писателя, на имя которого в печати был наложен запрет. Кроме того, в ежегодном обзоре Д. Д. Языковым составлялся обзор жизни и деятельности писателей, умерших в предшествующих годах.
В конце журнала следовали новости, исторические материалы и документы, имеющие общий интерес, смесь, заметки и поправки, где зачастую вспыхивала полемика между мемуаристами. С. Н. Шубинский представлял возможность высказаться всем. А. С. Суворин, по его признанию, начинал читать журнал с конца.

## Продолжение «Исторического вестника»

### Издание
В 2012 году в Москве под редакцией А. А. Горского был издан 1-й номер (том) нового «Исторического вестника» под общим его названием «Начало русской государственности», который одновременно обозначен и 148 томом, так как по замыслу издателей он является продолжением дореволюционного издания. На продолжение издания новых выпусков «Исторического вестника» по словам его создателей подтолкнула геополитическая ситуация в мире, в которой история в данное время во многом актуализирована политикой. При этом, как отметил председатель редакционного совета Е. И. Пивовар:

«Мы должны не только вежливо и настойчиво указывать нашим уважаемым соседям на свои исторические права, но и сами уходить от искушения искусственного удревнения собственной истории или присвоения чужой».
Изначально издание планировалось завершить в том же году 2-м [149] томом «Терроризм в России в начале XX века», однако в следующем 2013 году Исторический вестник продолжил издаваться.

### Редакция
Под общей редакцией: 1-й [148] и 10-й [157] тома — А. А. Горского, 2-й [149] том — С. В. Девятова, 3-й [150] том — И. В. Курукина, 8-й [155] том — В. Ж. Цветкова.
Главная редакция журнала:
- А. Э. Титков ― главный редактор; кандидат исторических наук.
- Д. В. Климов (1-й [148] — 8-й [155] тома) ― заместитель главного редактора; кандидат исторических наук.
- Ф. Г. Тараторкин (9-й [156] — 10-й [157] тома) ― заместитель главного редактора; кандидат исторических наук.
- И. Я. Керемецкий ― заместитель главного редактора (художественный редактор); член Творческого союза художников России.
- Е. А. Радзиевская ― учёный секретарь.
- Т. Лефко ― редактор английской версии.

Редакционный совет
- Е. И. Пивовар ― председатель редакционного совета; ректор РГГУ, профессор, член-корреспондент РАН.

Члены редакционного совета
- C.П. Брюн ― Научный сотрудник Института Святого Фомы, сотрудник Музеев Московского Кремля
- А. А. Горский ― доктор исторических наук, профессор, ведущий научный сотрудник.
- С. В. Девятов ― доктор исторических наук, советник директора ФСО России, заведующий кафедры истории России XIX—XX вв. исторического факультета МГУ им. Ломоносова.
- Д. Р. Жантиев (8-й [155] — 10-й [157] тома) ― кандидат исторических наук, доцент Института стран Азии и Африки МГУ им. Ломоносова.
- С. М. Исхаков ― доктор исторических наук, ведущий научный сотрудник Института российской истории РАН.
- И. В. Курукин ― доктор исторических наук, профессор РГГУ.
- А. Э. Титков ― кандидат исторических наук, главный редактор журнала «Исторический вестник».

### Список томов
- Т. 1 [148] — Начало русской государственности (2012)
- Т. 2 [149] — Терроризм в России в начале XX века (2012)
- Т. 3 [150] — Романовы: Династия и эпоха (2013)
- Т. 4 [151] — История — свидетельница времён (2013)
- Т. 5 [152] — Жизнь в тени вождей (2013)
- Т. 6 [153] — История — свидетельница времён (2013)
- Т. 7 [154] — Литва, Русь и Польша XIII—XVI веков (2014)
- Т. 8 [155] — Первая мировая война. 1914 год (2014)
- Т. 9 [156] — История — свидетельница времён (2014)
- Т. 10 [157] — Монгольские завоевания и Русь (2014)
- Т. 11 [158] — Россия и исламский мир (2015)
- Т. 12 [159] — Альфонсо X: Политика и право (2015)
- Т. 13 [160] — Альфонсо X: Политика и право. Часть II (2015)
- Т. 14 [161] — Первая мировая война. 1915 год (2015)
- Т. 15 [162] — Гараж особого назначения (2016)
- Т. 16 [163] — Россия и Украина XVII—XX вв. (2016)
- Т. 17 [164] — Тысячелетие русского законодательства (2016)
- Т. 18 [165] — Первая мировая война. 1916 год (2016)
- Т. 19 [166] — Рим: Dominatio civilis (2017)
- Т. 20 [167] — Христианство на Ближнем Востоке (2017)
- Т. 21 [168] — Первая Мировая война. 1917 год (2017)
- Т. 22 [169] — История — свидетельница времён (2017)
- Т. 23 [170] — Революционный транзит: Россия (2018)
- Т. 24 [171] — Война, человек, оружие (2018)
- Т. 25 [172] — Экспансия Монгольской империи (2018)
- Т. 26 [173] — Эллинизм: Личность, власть, общество (2018)
- Т. 27 [174] — История свидетельница времён (2019)
- Т. 28 [175] — История свидетельница времён (2019)
- Т. 29 [176] — Феномен Османской империи (2019)
- Т. 30 [177] — Османская империя и Россия (2019)
- Т. 31 [178] — Война. Крестовые походы. Идентичность (2020)
- Т. 32 [179] — История — свидетельница времён (2020)
- Т. 33 [180] — Русь. Россия. Беларусь (2020)
- Т. 34 [181] — История — свидетельница времён (2020)
- Т. 35 [182] — 800-летие Александра Невского (2021)
- Т. 36 [183] — История — свидетельница времён. XX в. (2021)
- Т. 37 [184] — Гражданская война на Украине (2021)
- Т. 38 [185] — История — свидетельница времён (2021)
- Т. 39 [186] — История — свидетельница времён XX в. (2022)
- Т. 40 [187] — Нормандцы — миграция и трансформация (2022)
- Т. 41 [188] — История — свидетельница времён (2022)
- Т. 42 [189] — История — свидетельница времён (2022)
- Т. 43 [190] — История — свидетельница времён (2023)
- Т. 44 [191] — Военно-историческая статистика (2023)
- Т. 45 [192] — История в средневековой литературе (2023)
- Т. 46 [193] — Паладины Российской империи (2023)
- Т. 47 [194] — Гражданская война в России (2024)
- Т. 48 [195] — Сакральная география Ближнего Востока (2024)
- Т. 49 [196] — История — свидетельница времён (2024)
- Т. 50 [197] — История — свидетельница времён (2024)